# Alberto Pagani

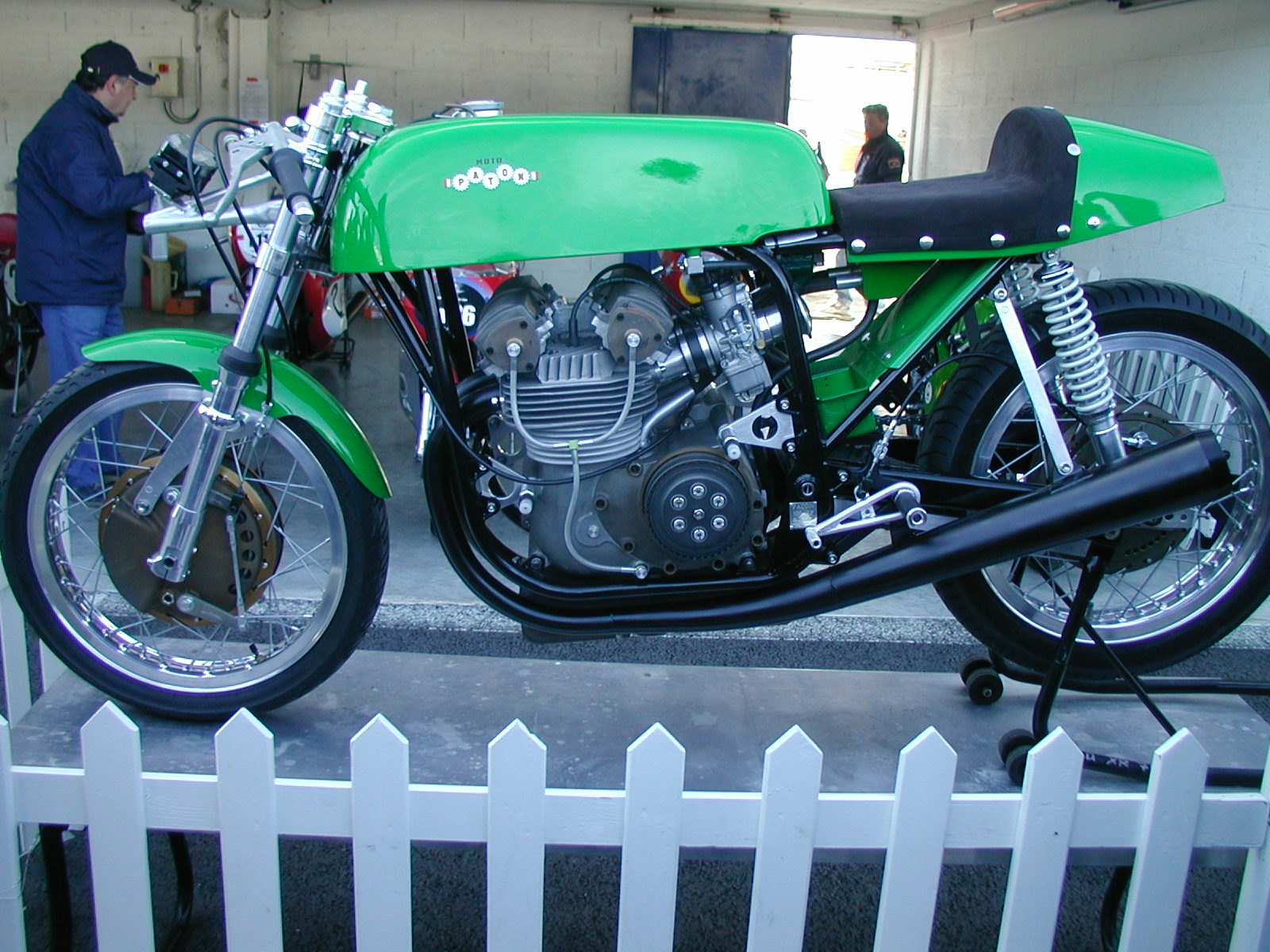
Paton 500 cc racer

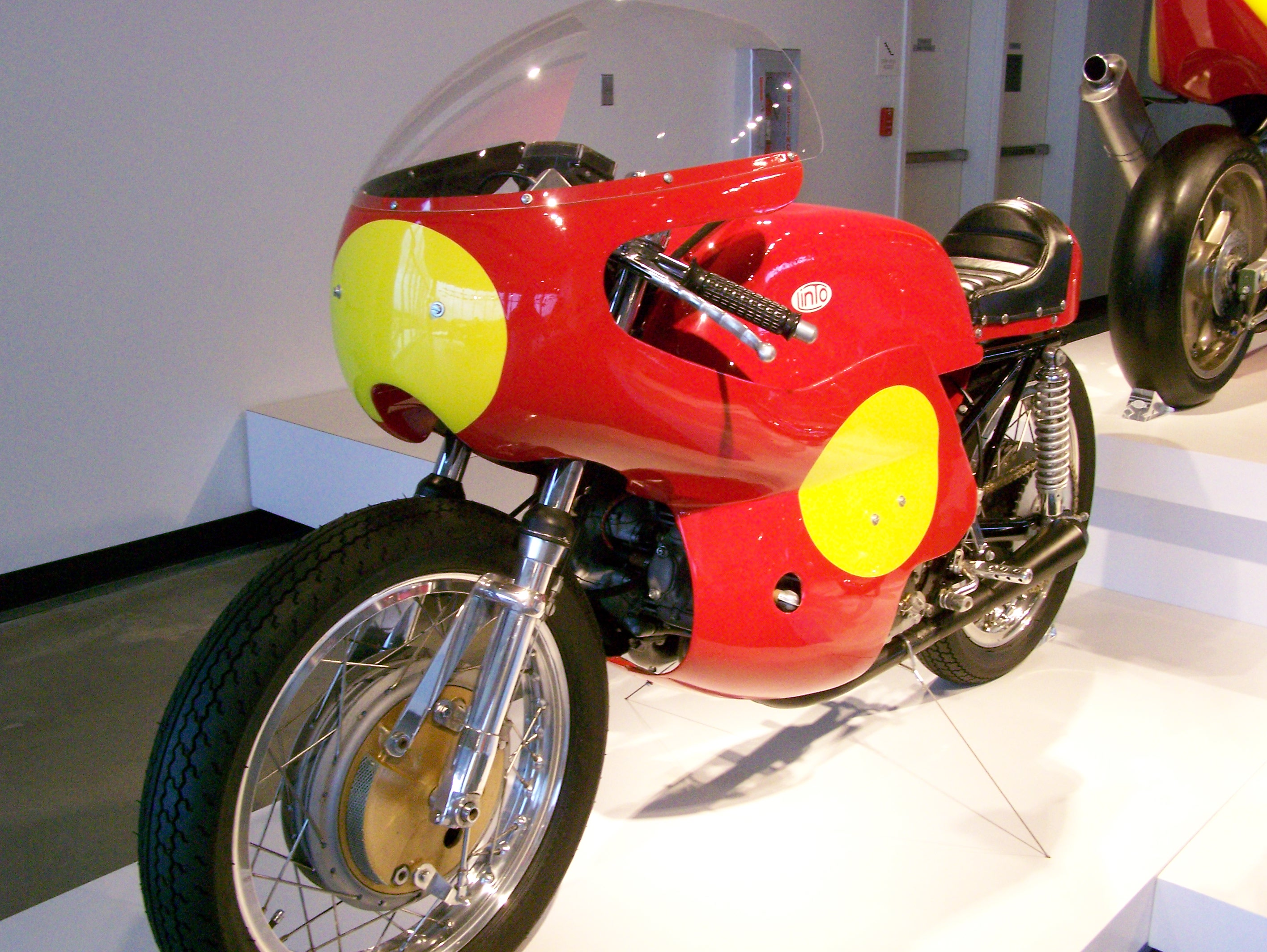
LinTo 500 GP

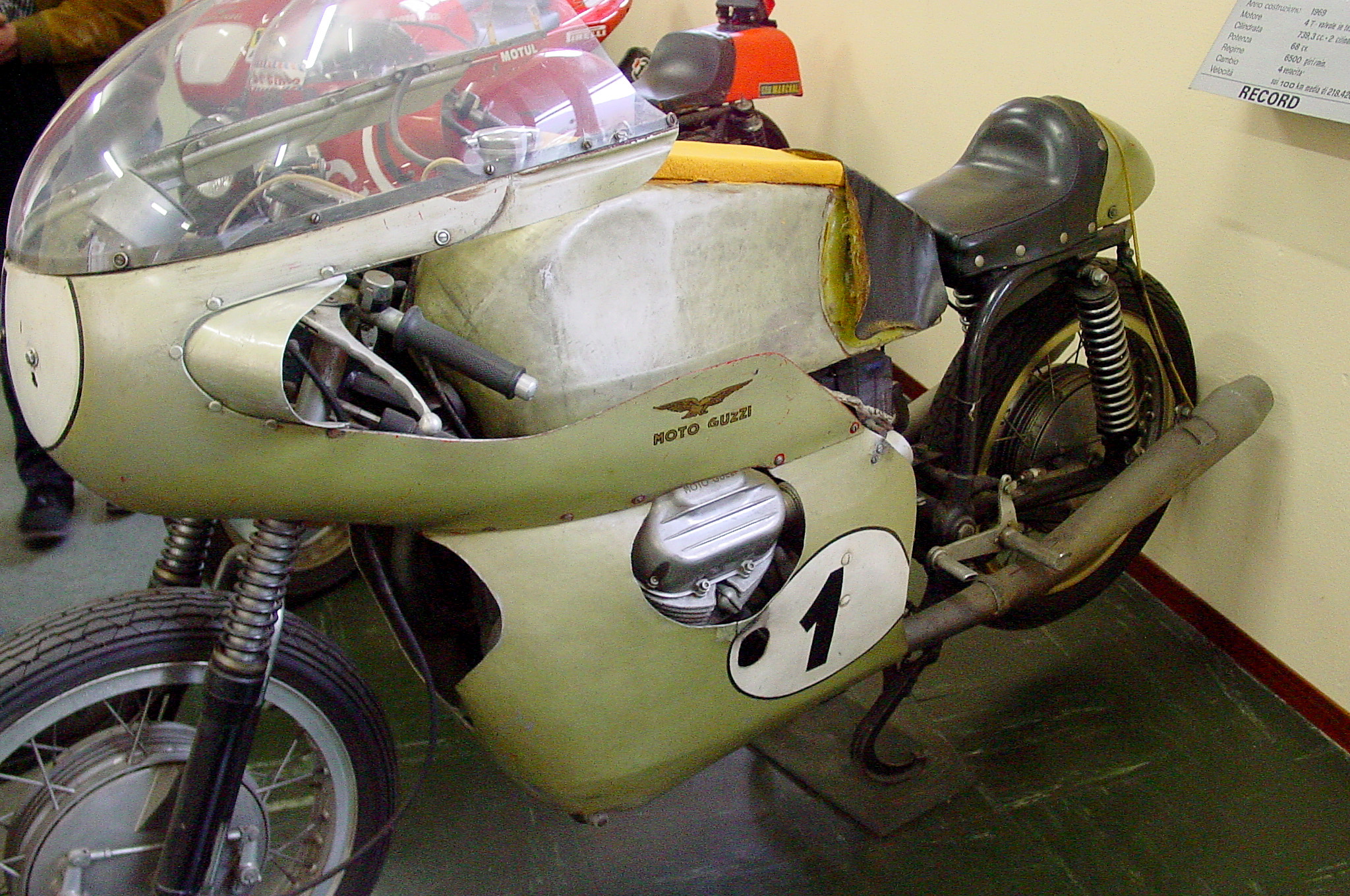
Moto Guzzi V7 recordmachine uit 1969

Alberto Pagani (Milaan, 29 augustus 1938 – 11 september 2017) was een Italiaans motorcoureur. Hij was de zoon van Nello Pagani, die in het seizoen 1949 de eerste wereldkampioen in de 125cc-klasse werd. Alberto Pagani's beste seizoen was dat van 1972, toen hij in de 500cc-klasse tweede in het wereldkampioenschap werd.

## Carrière
In 1956 werkte Alberto Pagani's vader Nello als teammanager bij het team van MV Agusta. Hij zorgde ervoor dat Alberto een 125 cc MV Agusta te leen kreeg.
In 1959 debuteerde Alberto in het wereldkampioenschap. Met een Ducati 125 Bialbero werd hij zevende in de TT van Assen en de GP des Nations in Monza en vijfde in de Ulster Grand Prix. Alleen die vijfde plaats leverde hem punten op, en hij eindigde als dertiende in het wereldkampioenschap 125 cc.
In 1960 werd hij testrijder bij Aermacchi, waar hij de hele jaren zestig bleef. Hij racete weliswaar met Aermacchi's, maar kreeg van de fabriek ook alle mogelijkheden om met andere merken te rijden. Zo reed hij in 1960 met een 125 cc MV Agusta, een 250 cc Aermacchi, een 250 cc Ducati en een 500 cc Norton Manx. In 1963 trad hij voor het eerst in een groot aantal wedstrijden aan, maar hij deed dat in de vrij nieuwe 50cc-klasse met een Kreidler, waarmee hij zevende in het wereldkampioenschap werd. In 1964 reed hij met de door Lino Tonti en Giuseppe Pattoni ontwikkelde 350 cc Paton en een 500 cc Bianchi. In de 350cc-klasse werd hij elfde en in de 500cc-klasse scoorde hij geen punten. In 1966 concentreerde hij zich met een Aermacchi Ala d'Oro 350 op de 350cc-klasse, waarin hij zesde in het kampioenschap werd. Met de Aermacchi Ala d'Oro 250 reed hij ook in de Lightweight 250 cc TT en de Grand Prix des Nations. Hij kwam in dat jaar drie keer op het podium: in de 350cc-klasse werd hij derde in Monza en Japan, in de 250cc-klasse werd hij derde in Monza. Hij eindigde als zesde in de 350cc-klasse.
In 1967 reed hij voor Aermacchi een redelijk volledig 250 cc seizoen, waarin hij zesde werd.
In 1968 ging hij Lino Tonti (die ook jarenlang voor Aermacchi gewerkt had) helpen met de ontwikkeling van zijn LinTo tweecilinder racemotor, die was samengesteld uit twee Aermacchi Ala d'Oro 250 blokken. Tonti bleef gebruikmaken van de stoterstangenmotoren, en het project was dan ook gedoemd te mislukken, maar Pagani bleef tot 1971 met de LinTo's racen. Hij werd er in 1968 vierde mee in het WK en in 1970 vijfde. In 1969 won hij met de LinTo zijn thuis-Grand Prix, de Grand Prix des Nations die dat jaar in Imola werd verreden, maar MV Agusta verscheen hier niet aan de start omdat graaf Domenico Agusta het niet eens was met de keuze van dit circuit.
In 1969 vormde Alberto Pagani samen met de coureurs Bertorelli, Vittorio Brambilla, Mandracci, Remo Venturi, Patrignani, Tenconi en Trabalzini het team dat 19 wereldrecords vestigde met de experimentele, door Lino Tonti ontwikkelde Moto Guzzi V7 recordmachine.
In 1970 trok men bij MV Agusta een tweede rijder naast Giacomo Agostini aan: Angelo Bergamonti kreeg een tweejarig contract en startte in Monza en Montjuïc. Die laatste wedstrijd won hij ook, maar in het voorjaar van 1971 verongelukte Bergamonti tijdens een voorjaarsrace in Riccione. Agostini reed het hele seizoen weer alleen, maar in Monza, toen het wereldkampioenschap al beslist was, werd Alberto Pagani als tweede rijder aangetrokken voor de 350- en de 500cc-klasse. In de 500cc-race viel Agostini uit, waardoor Pagani won. In de 350cc-klasse vielen beide MV Agusta's uit.
In 1972 reed Pagani het hele seizoen voor MV Agusta in de 500cc-klasse. In dit seizoen vond langzamerhand de overgang plaats van de drie- naar de viercilinders. Agostini won alle races waarin hij aan de start kwam, behalve die van Joegoslavië. Daar viel Ago uit en won Alberto Pagani. Die was zes keer tweede achter Agostini geworden en eindigde als tweede in het wereldkampioenschap.
Na dit seizoen beëindigde Alberto Pagani zijn carrière, mogelijk vanwege het verongelukken van Gilberto Parlotti tijdens de Isle of Man TT, hetgeen hard aankwam in het Italiaanse kamp. In 1973 en 1974 werd Pagani teammanager van het team van MV Agusta. In 1976 was hij manager/eigenaar van het Life Racing Team, dat Suzuki RG 500-productieracers inzette met coureur Phil Read.
Hij werd 79 jaar oud.

## Wereldkampioenschap wegrace resultaten
(Races in vet zijn pole-positions; races in italics geven de snelste ronde aan)
| Jaar | Klasse | Merk      | 1     | 2      | 3       | 4       | 5       | 6     | 7     | 8     | 9       | 10      | 11    | 12    | 13    | Punten | Plaats | Overwinningen |
| ---- | ------ | --------- | ----- | ------ | ------- | ------- | ------- | ----- | ----- | ----- | ------- | ------- | ----- | ----- | ----- | ------ | ------ | ------------- |
| 1959 | 125 cc | Ducati    | IOM - | DUI -  | NED 7   | BEL -   | ZWE -   | ULS 5 | NAT 7 |       |         |         |       |       |       | 2      | 13e    | 0             |
| 1960 | 125 cc | MV Agusta |       | IOM 12 | NED 7   | BEL DNF |         | ULS - | NAT - |       |         |         |       |       |       | 0      | -      | 0             |
| 1960 | 250 cc | Aermacchi |       | IOM -  | NED 9   | BEL 5   | DUI -   | ULS - | NAT 7 |       |         |         |       |       |       | 2      | 14e    | 0             |
| 1960 | 350 cc | Norton    | FRA - | IOM 31 | NED -   |         |         | ULS - | NAT - |       |         |         |       |       |       | 0      | -      | 0             |
| 1960 | 500 cc | Norton    | FRA - | IOM 29 | NED -   | BEL -   | DUI -   | ULS - | NAT - |       |         |         |       |       |       | 0      | -      | 0             |
| 1961 | 250 cc | Aermacchi | SPA - | DUI -  | FRA -   | IOM DNF | NED -   | BEL - | DDR - | ULS - | NAT -   | ZWE -   | ARG - |       |       | 0      | -      | 0             |
| 1961 | 500 cc | Norton    |       | DUI -  | FRA -   | IOM -   | NED -   | BEL - | DDR - | ULS - | NAT 4   | ZWE -   | ARG - |       |       | 3      | 15e    | 0             |
| 1962 | 125 cc | Honda     | SPA - | FRA -  | IOM -   | NED -   | BEL -   | DUI - | ULS - | DDR - | NAT 5   | FIN -   | ARG - |       |       | 2      | 19e    | 0             |
| 1962 | 250 cc | Honda     | SPA 5 | FRA -  | IOM 5   | NED -   | BEL -   | DUI - | ULS - | DDR - | NAT 3   |         | ARG - |       |       | 8      | 9e     | 0             |
| 1963 | 50 cc  | Kreidler  | SPA 5 | DUI -  | FRA 6   | IOM DNF | NED -   | BEL - |       |       | FIN 5   |         | ARG 3 | JPN - |       | 9      | 7e     | 0             |
| 1963 | 350 cc | Norton    |       | DUI -  |         | IOM 22  | NED -   |       | ULS - | DDR - | FIN -   | NAT -   |       |       |       | 0      | -      | 0             |
| 1964 | 250 cc | Paton     | USA - | SPA 10 | FRA -   | IOM 3   | NED 8   | BEL - | DUI - | DDR 5 | ULS -   | NAT -   | JPN - |       |       | 6      | 11e    | 0             |
| 1964 | 500 cc | Bianchi   | USA - | IOM -  | NED 7   | BEL -   | DUI -   | DDR 5 | ULS - | FIN - | NAT DNF |         |       |       |       | 0      |        | 0             |
| 1965 | 250 cc | Aermacchi | USA - | DUI -  | SPA 6   | FRA -   | IOM DNF | NED - | BEL - | DDR - | TSJ -   | ULS -   | FIN - | NAT - | JPN - | 1      | 28e    | 0             |
| 1965 | 350 cc | Aermacchi |       | DUI -  |         |         | IOM DNF | NED - |       | DDR - | TSJ -   | ULS -   | FIN - | NAT - | JPN - | 0      | -      | 0             |
| 1966 | 250 cc | Aermacchi | SPA - | DUI -  | FRA -   | NED -   | BEL -   | DDR - | TSJ - | FIN - | ULS -   | IOM DNF | NAT 3 | JPN - |       | 4      | 14e    | 0             |
| 1966 | 350 cc | Aermacchi |       | DUI -  | FRA -   | NED -   |         | DDR 5 | TSJ 6 | FIN - | ULS -   | IOM DNF | NAT 3 | JPN 3 |       | 11     | 6e     | 0             |
| 1967 | 250 cc | Aermacchi | SPA - | DUI -  | FRA -   | IOM DNF | NED -   | BEL - | DDR - | TSJ - | FIN -   | ULS -   | NAT - | CAN - | JPN - | 0      | -      | 0             |
| 1967 | 350 cc | Aermacchi |       | DUI 4  |         | IOM 4   | NED -   |       | DDR - | TSJ 5 |         | ULS 2   | NAT 4 |       | JPN - | 11     | 6e     | 0             |
| 1968 | 500 cc | LinTo     | DUI - | SPA -  | IOM -   | NED -   | BEL -   | DDR 2 | TSJ - | FIN - | ULS -   | NAT 4   |       |       |       | 9      | 4e     | 0             |
| 1969 | 350 cc | Aermacchi | SPA - | DUI -  |         | IOM DNF | NED -   |       | DDR - | TSJ - | FIN -   | ULS -   | NAT - | JOE - |       | 0      | -      | 0             |
| 1969 | 500 cc | LinTo     | SPA - | DUI -  | FRA -   | IOM DNF | NED -   | BEL - | DDR - | TSJ - | FIN -   | ULS -   | NAT 1 | JOE - |       | 15     | 14e    | 1             |
| 1970 | 250 cc | Aermacchi | DUI - | FRA -  | JOE -   | IOM -   | NED -   | BEL - | DDR - | TSJ - | FIN -   | ULS -   | NAT - | SPA 7 |       | 4      | 32e    | 0             |
| 1970 | 500 cc | LinTo     | DUI - | FRA 3  | JOE -   | IOM -   | NED 3   | BEL - | DDR - | TSJ - | FIN 3   | ULS -   | NAT - | SPA - |       | 30     | 5e     | 0             |
| 1971 | 125 cc | Derbi     | OOS - | DUI -  | IOM -   | NED -   | BEL -   | DDR - | TSJ - | ZWE - | FIN 7   |         | NAT - | SPA - |       | 4      | 24e    | 0             |
| 1971 | 250 cc | Suzuki    | OOS - | DUI -  | IOM 32  | NED -   | BEL -   | DDR - | TSJ - | ZWE - | FIN -   | ULS -   | NAT - | SPA - |       | 0      | -      | 0             |
| 1971 | 500 cc | LinTo     | OOS 7 | DUI 5  | IOM DNF | NED -   | BEL -   | DDR - |       | ZWE - | FIN 7   | ULS -   |       |       |       | 29     | 8e     | 1             |
| 1971 | 500 cc | MV Agusta |       |        |         |         |         |       |       |       |         |         | NAT 1 | SPA - |       | 29     | 8e     | 1             |
| 1972 | 350 cc | MV Agusta | DUI - | FRA -  | OOS -   | NAT -   | IOM -   | JOE - | NED - |       | DDR 8   | TSJ -   | ZWE - | FIN - | SPA - | 4      | 28e    | 0             |
| 1972 | 500 cc | MV Agusta | DUI 2 | FRA -  | OOS -   | NAT 2   | IOM 2   | JOE 1 | NED 2 | BEL 2 | DDR -   | TSJ -   | ZWE - | FIN 2 | SPA - | 87     | 2e     | 1             |